# Mauricio Wright
Mauricio Wright, né le 20 décembre 1970 à San José, est un footballeur international costaricien jouant au poste de défenseur devenu entraîneur.

## Palmarès

### Comme joueur

#### En club
Deportivo Saprissa
- Champion du Costa Rica en 1993-1994, 1994-1995, 1997-1998 et 2006-2007
- Vainqueur de la Coupe des champions de la CONCACAF en 1993 et 1995
- Vainqueur de la Copa Interclubes UNCAF en 1998 et 2007

 Comunicaciones
- Champion du Guatemala en 1997-1998

 Revolution de la Nouvelle-Angleterre
- Finaliste de la Coupe des États-Unis en 2001

#### En sélection
Costa Rica
- Vainqueur de la Copa Centroamericana en 1997

### Comme entraîneur
Brujas FC Escazu
- Champion du Costa Rica en Ouverture 2009

 CS Cartaginés
- Vainqueur de la Coupe du Costa Rica en 2014 (es)

 Deportivo Saprissa
- Champion du Costa Rica en Clôture 2021
- Vainqueur de la Supercoupe du Costa Rica (es) en 2021 (es)